# Eleanor Roosevelt
Eleanor Roosevelt  (pronunciació en : /ˈɛlɪnɔːr ˈroʊzəvɛlt/) (Manhattan, 11 d'octubre de 1884 - Upper East Side, 7 de novembre de 1962) va ser primera dama dels Estats Units i activista dels drets humans.

## Biografia

### Primers anys de vida

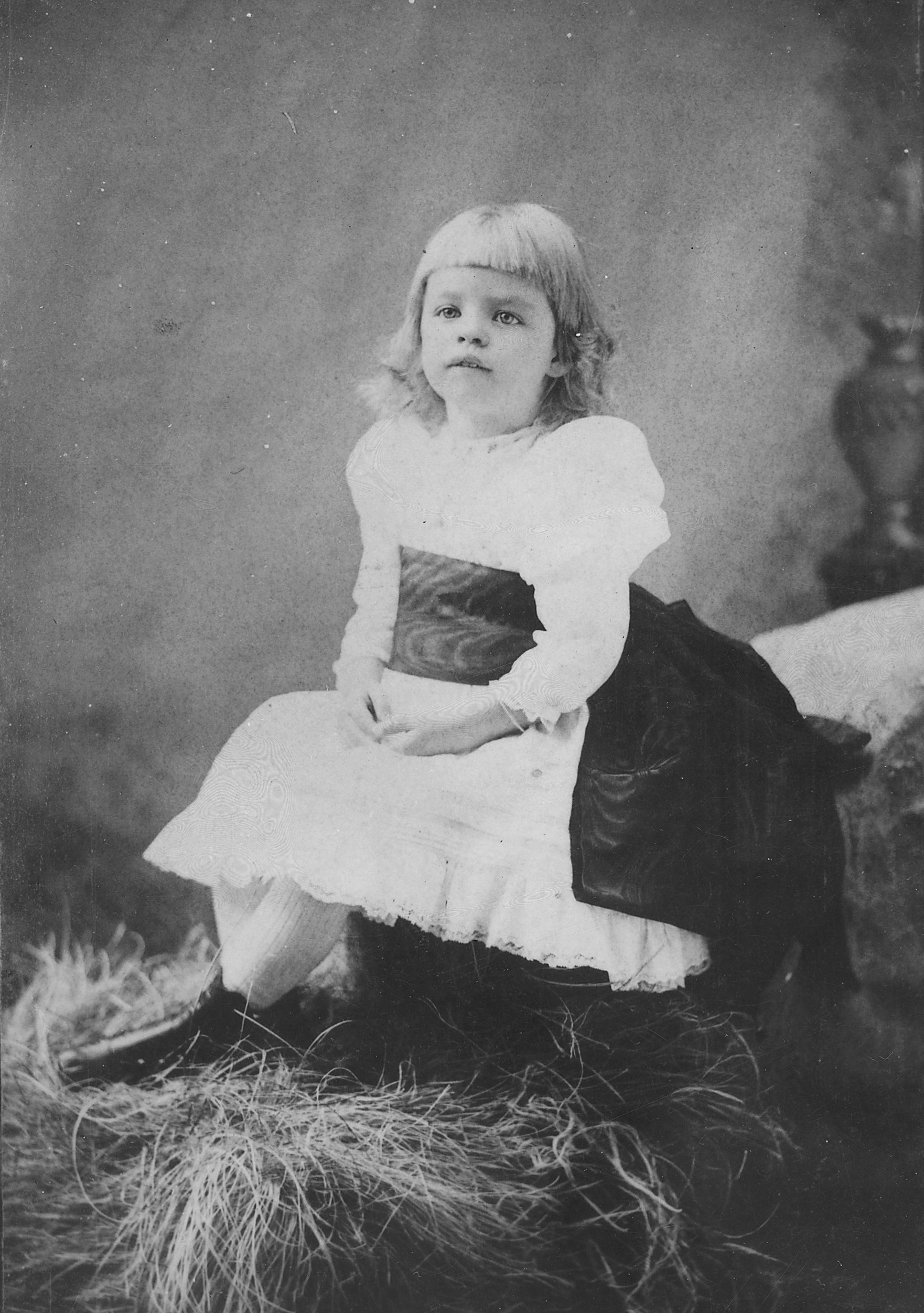
Roosevelt quan era nen, 1887

Anna Eleanor Roosevelt va néixer l'11 d'octubre de 1884 a Manhattan, a la ciutat de Nova York, filla de les socialité Anna Rebecca Hall i Elliott Roosevelt. Des de ben petita va preferir que la diguessin pel seu segon nom, Eleanor. Pel seu pare, era neboda del president Theodore Roosevelt. Per la seva mare, era neboda dels campions de tennis Valentine Gill Vallie Hall III i Edward Ludlow Hall. La seva mare la va anomenar Àvia perquè actuava d'una manera molt seriosa quan era petita. L'Anna va rebutjar emocionalment l'Eleanor i també es va avergonyir una mica de la suposada claredat de la seva filla.
Roosevelt tenia dos germans menors: Elliott Jr. i Hall. També va tenir un germanastre Elliott Roosevelt Mann, per la relació del seu pare amb Katy Mann, una criada empleada per la família. Roosevelt va néixer en un món d'immenses riqueses i privilegis, ja que la seva família formava part de l'alta societat de Nova York anomenada swells.
El 19 de maig de 1887, la Roosevelt, de dos anys, estava a bord del SS Britannic amb el seu pare, la seva mare i la seva tia Tissie, quan va xocar amb el White Star Line SS Celtic. Va ser baixada en un bot salvavides i ella i els seus pares van ser portats al Celtic i van tornar a Nova York. Després d'aquest esdeveniment traumàtic, l'Elionor va tenir por dels vaixells i del mar tota la seva vida.
La seva mare va morir de diftèria el 7 de desembre de 1892, i Elliott Jr. va morir de la mateixa malaltia el maig següent. El seu pare, un alcohòlic confinat en un sanatori, va morir el 14 d'agost de 1894, després de saltar des d'una finestra durant un atac de delirium tremens. Va sobreviure a la caiguda però va morir per una convulsió. Les pèrdues de la infància de Roosevelt la van deixar propensa a la depressió al llarg de la seva vida. El seu germà Hall va patir més tard d'alcoholisme. Abans de morir el seu pare, ell va implorar que actués com a mare en Hall, i va ser una petició que ella va complir per a la resta de la vida d'Hall. Roosevelt estimava Hall, i quan es va matricular a la Groton School el 1907, ella el va acompanyar com a acompanyant. Mentre assistia a Groton, ella li escrivia gairebé diàriament, però sempre va sentir un toc de culpa perquè Hall no hagués tingut una infància més plena. Va gaudir de la brillant actuació de Hall a l'escola i estava orgullosa dels seus nombrosos èxits acadèmics, que incloïen un màster en enginyeria a Harvard.

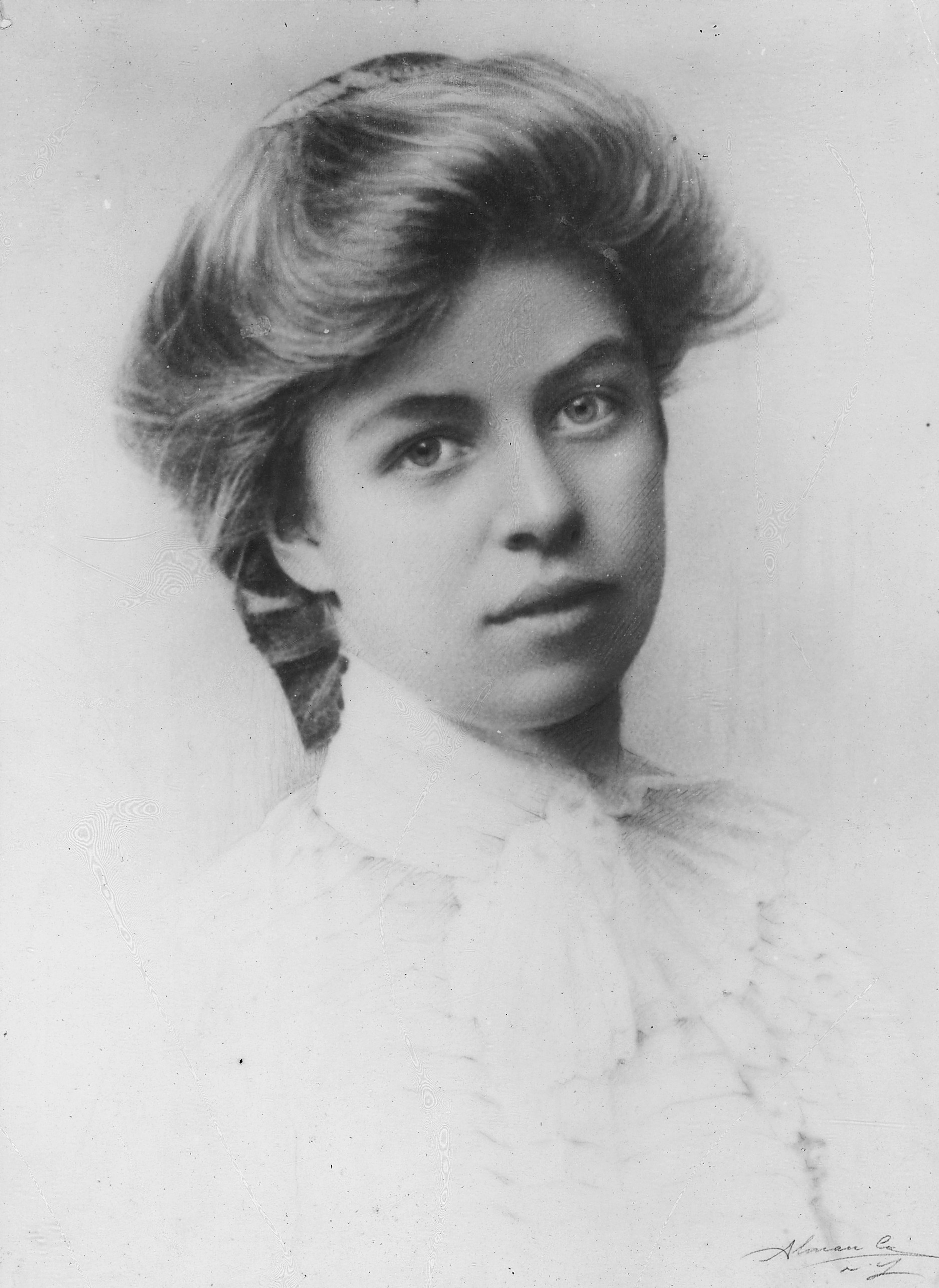
Foto de l'escola de Roosevelt, de 14 anys, 1898

Després de la mort dels seus pares, Roosevelt es va criar a la llar de la seva àvia materna, Mary Livingston Ludlow Hall de la família Livingston a Tivoli, Nova York. De petita, era insegura i tenia fam d'afecte, i es considerava l'aneguet lleig. No obstant això, Roosevelt va escriure als 14 anys que les perspectives de vida d'una persona no depenien totalment de la bellesa física: «per molt senzilla que sigui una dona si la veritat i la lleialtat estan estampades a la seva cara, tots se sentiran atrets per ella».
Roosevelt va rebre tutorització privada i, amb l'encoratjament de la seva tia Anna Bamie Roosevelt, va ser enviada a l'Allenswood Academy als 15 anys, una escola privada d'acabat a Wimbledon, Londres, Anglaterra, on es va educar des de 1899 fins a 1902. La directora, Marie Souvestre, va ser una pedagoga destacada que va intentar conrear el pensament independent de les dones joves. Souvestre es va interessar especialment per Roosevelt, que va aprendre a parlar francès amb fluïdesa i va guanyar confiança en si mateix. Roosevelt i Souvestre van mantenir una correspondència fins al març de 1905, quan Souvestre va morir, i després d'això Roosevelt va col·locar el retrat de Souvestre al seu escriptori i li va portar les cartes. La cosina germànica de Roosevelt, Corinne Douglas Robinson, el primer mandat de la qual a Allenswood es va superposar amb l'últim de Roosevelt, va dir que quan va arribar a l'escola, Roosevelt era «tota a l'escola. Era estimada per tothom». Roosevelt desitjava continuar a Allenswood, però la seva àvia la va cridar a casa el 1902 per fer el seu debut social.
Als 17 anys el 1902, Roosevelt va completar la seva educació formal i va tornar als Estats Units; va ser presentada en un ball de debutants a l'hotel Waldorf-Astoria el 14 de desembre. Més tard se li va donar la seva pròpia festa de sortida. Una vegada va dir del seu debut en una discussió pública: «Va ser senzillament horrible. Va ser una festa preciosa, és clar, però jo estava molt descontent, perquè una noia que surt és molt miserable si no coneix tots els joves. Per descomptat, havia estat tant de temps a l'estranger que havia perdut el contacte amb totes les noies que coneixia a Nova York».
Roosevelt va estar activa amb la Lliga Júnior de Nova York poc després de la seva fundació, ensenyant dansa i calistenia als barris marginals de l'East Side. L'organització havia estat cridada a l'atenció de Roosevelt per la seva amiga, la fundadora de l'organització, Mary Harriman, i un familiar home que va criticar el grup per atraure les dones joves a l'activitat pública.
Roosevelt va ser un episcopal de tota la vida, assistia regularment als serveis i estava molt familiaritzat amb el Nou Testament. El doctor Harold Ivan Smith afirma que ella «va ser molt pública sobre la seva fe. En centenars de columnes El meu dia i Si em preguntes, va tractar temes de fe, pregària i Bíblia».

### Matrimoni i vida familiar
El 1905 es va casar amb el seu cosí llunyà (en cinquè grau) Franklin D. Roosevelt, amb qui va tenir sis fills.
Pel seu suport a l'activisme pels drets humans i a la igualtat ètnica, quan el seu marit va esdevenir president dels Estats Units, ella es va convertir en una figura molt impopular als estats del sud, especialment entre les dones blanques, a causa de la seva actitud contrària a la supremacia blanca que hi estava encara molt arrelada. Quan el 1942 es van produir el linxament de dos nois negres i un pagès de Mississipi, una periodista va acusar-la d'haver provocat la subversió blanca amb la seva actitud.
Durant la Guerra Civil espanyola va afavorir els moviments a favor de la República. Es va manifestar també en contra del confinament dels estatunidencs d'origen japonès feta durant la Segona Guerra Mundial.

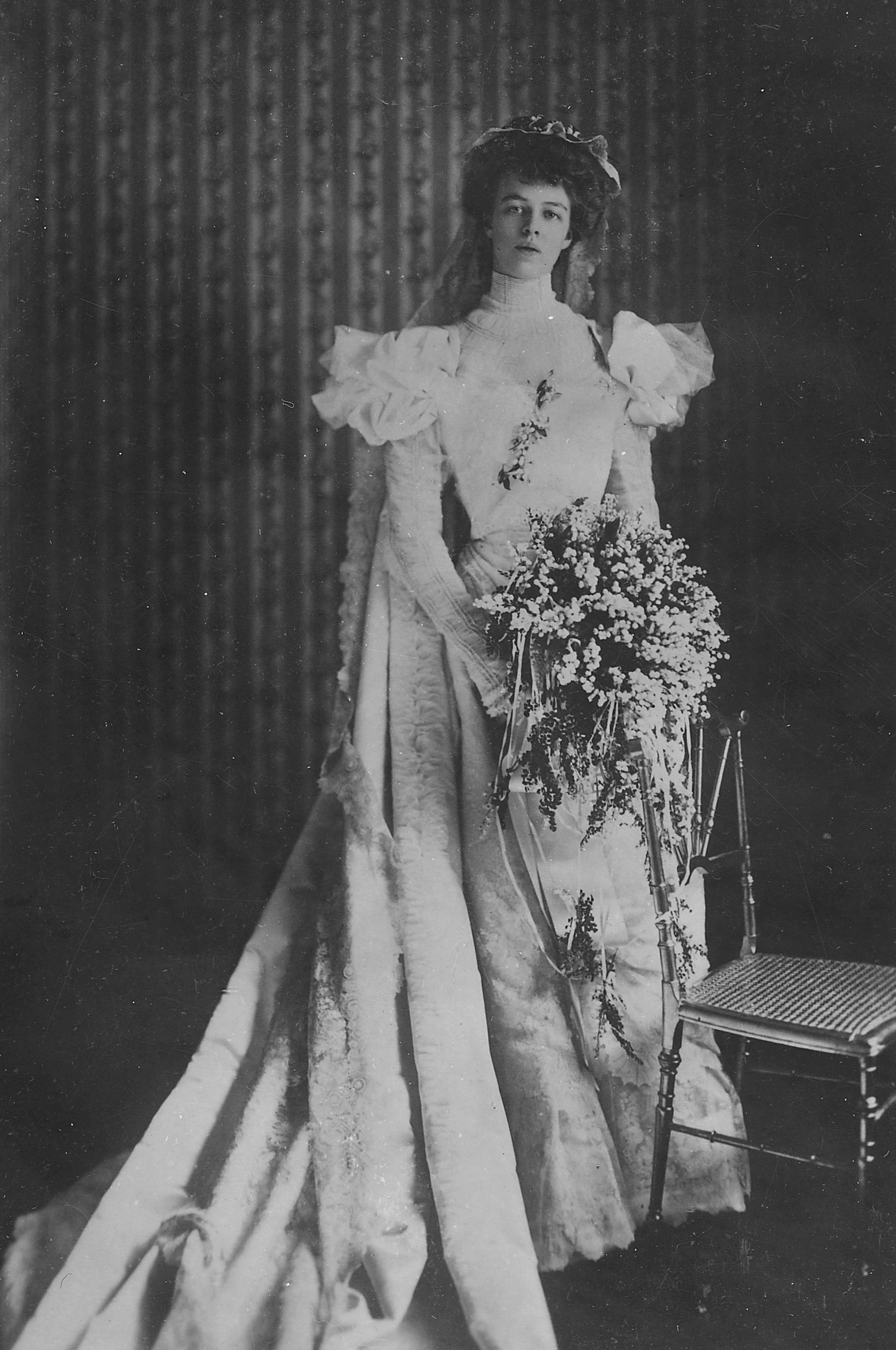
Roosevelt amb el seu vestit de núvia, 1905

L'estiu de 1902, Roosevelt es va trobar amb el cosí cinquè del seu pare, Franklin Delano Roosevelt, en un tren cap a Tivoli, Nova York. Els dos van començar una correspondència secreta i una relació amorosa, i es van comprometre el 22 de novembre de 1903. La mare de Franklin, Sara Ann Delano, es va oposar a la unió i li va fer prometre que el compromís no s'anunciaria oficialment durant un any. «Sé quin dolor t'he d'haver causat», va escriure a la seva mare sobre la seva decisió. No obstant això, va afegir: «Conec la meva pròpia ment, la conec des de fa molt de temps, i sé que mai podria pensar el contrari». La Sara va portar el seu fill a un creuer pel Carib el 1904, amb l'esperança que una separació atenués el romanç, però Franklin es va mantenir decidit. La data del casament es va fixar per acollir el president Theodore Roosevelt, que estava previst que fos a la ciutat de Nova York per a la desfilada del dia de Sant Patrici, i que va acceptar regalar la núvia.
La parella es va casar el 17 de març de 1905, en un casament oficiat per Endicott Peabody, el director del nuvi a Groton School. La seva cosina Corinne Douglas Robinson era una dama d'honor. El matrimoni va tenir lloc a la ciutat de Nova York. L'assistència de Theodore Roosevelt a la cerimònia va ser notícia de primera plana a The New York Times i altres diaris. Quan li van demanar els seus pensaments sobre el sindicat Roosevelt-Roosevelt, el president va dir: «És una bona cosa mantenir el nom a la família». La parella va passar una lluna de mel preliminar d'una setmana a Hyde Park i després es va establir la neteja en un apartament de Nova York. Aquell estiu van fer la seva lluna de mel formal, una gira de tres mesos per Europa.
Tornant als Estats Units, els nuvis es van instal·lar en una casa de la ciutat de Nova York que va ser proporcionada per la mare de Franklin, així com en una segona residència a la finca familiar amb vistes al riu Hudson a Hyde Park, Nova York. Des del principi, Roosevelt va tenir una relació polèmica amb la seva sogra controladora. La casa adossada que la Sara els va regalar estava connectada amb la seva pròpia residència per portes corredisses, i Sara va dirigir les dues llars durant la dècada posterior al matrimoni. Al principi, Roosevelt va tenir una avaria en la qual va explicar a Franklin que «no m'agradava viure en una casa que no era de cap manera meva, una a la qual no havia fet res i que no representava la manera com volia viure», però poc ha canviat. Sara també va intentar controlar la criança dels seus néts, i Roosevelt va reflexionar més tard que els fills de Franklin eren més els fills de la meva sogra que no pas els meus. El fill gran de Roosevelt, James, recordava que la Sara deia als seus néts: «La teva mare només et va parir, sóc més la teva mare que la teva mare».

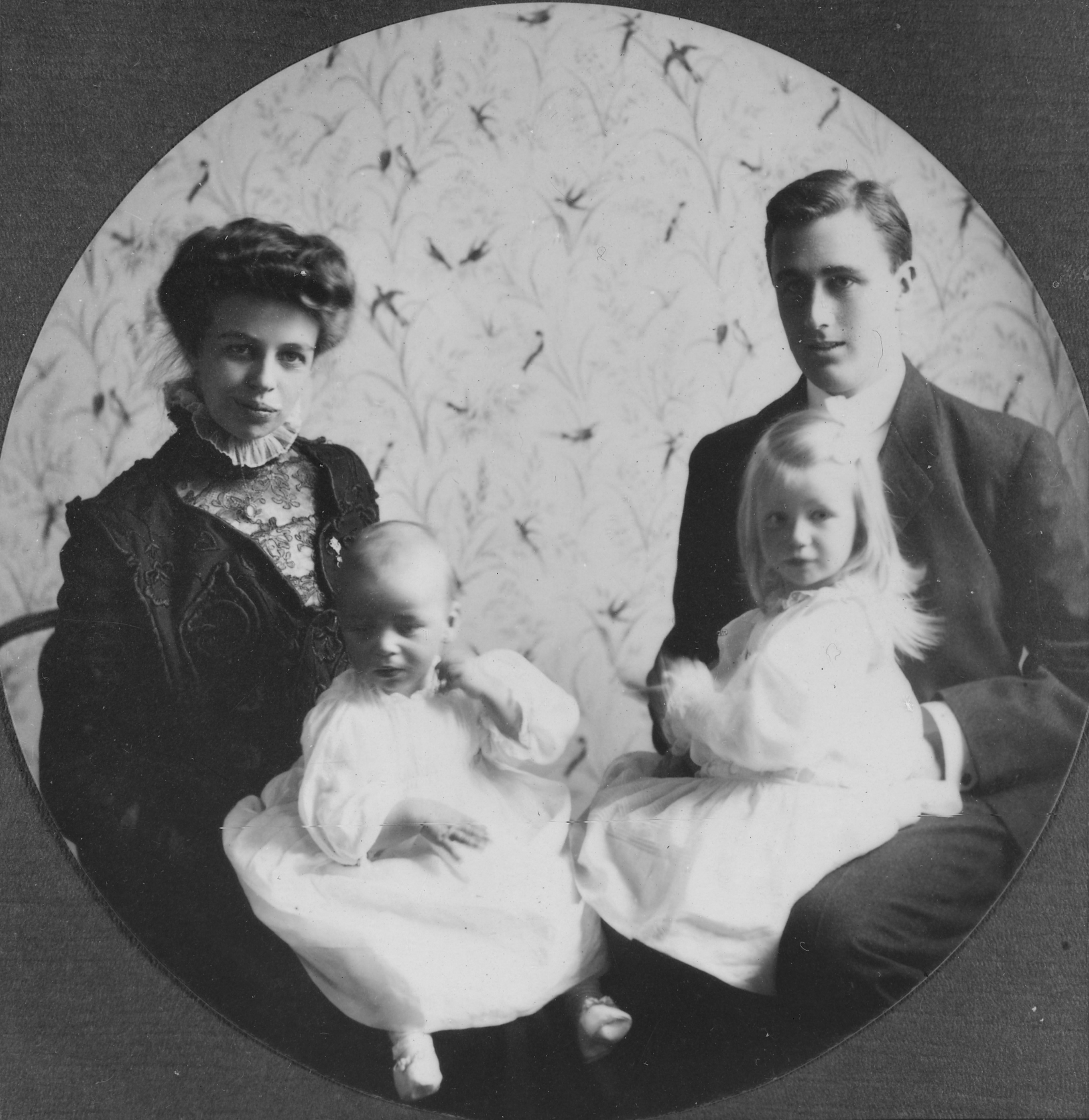
Eleanor i Franklin Roosevelt amb els seus dos primers fills, 1908

Roosevelt i Franklin van tenir sis fills:
- Anna Eleanor Roosevelt (1906–1975)

- James Roosevelt II (1907–1991)

- Franklin Roosevelt (1909-1909)

- Elliott Roosevelt (1910-1990)

- Franklin Delano Roosevelt Jr. (1914–1988)

- John Aspinwall Roosevelt (1916–1981)

A Roosevelt no li agradava tenir relacions sexuals amb el seu marit. Una vegada li va dir a la seva filla Anna que era un calvari a suportar. També es considerava inadequada per a la maternitat, i després va escriure: «No em va venir naturalment entendre els nens petits ni gaudir-los».
El setembre de 1918, Roosevelt estava desempaquetant una de les maletes de Franklin quan va descobrir un paquet de cartes d'amor per a ell de la seva secretària social, Lucy Mercer. Havia estat pensant en deixar la seva dona per Mercer. No obstant això, després de la pressió del seu assessor polític, Louis Howe, i de la seva mare, que va amenaçar amb desheretar Franklin si seguia amb un divorci, la parella va romandre casada. La seva unió a partir d'aquell moment va ser més una associació política. Desil·lusionada, Roosevelt es va tornar a activar a la vida pública i es va centrar cada cop més en la seva feina social en lloc del seu paper d'esposa.
L'agost de 1921, la família estava de vacances a l'illa de Campobello, Nova Brunswick, Canadà, quan a Franklin se li va diagnosticar una malaltia paralítica, que en aquell moment es creia que era poliomielitis. Durant la malaltia, a través de les seves cures d'infermeria, Roosevelt probablement va salvar Franklin de la mort. Les seves cames romanien permanentment paralitzades. Quan es va fer evident l'abast de la seva discapacitat, Roosevelt va lluitar una llarga batalla amb la seva sogra pel seu futur, persuadir-lo de que es quedés a la política malgrat les instàncies de Sara que es retirés. El metge assistent de Franklin, el Dr. William Keen, va elogiar la devoció de Roosevelt per l'afectat Franklin durant el temps del seu part. «Has estat una dona rara i has suportat la teva pesada càrrega amb més valentia», va dir, proclamant-la «una de les meves heroïnes».
Això va ser un punt d'inflexió en la lluita de llarga durada de l'Eleanor i la Sara, i a mesura que el paper públic d'Eleanor creixia, va trencar cada cop més el control de Sara.  Les tensions entre Sara i Eleanor pels seus nous amics polítics van augmentar fins al punt que la família va construir una casa de camp a Val-Kill, on vivien Eleanor i els seus convidats quan Franklin i els nens estaven lluny de Hyde Park.  La mateixa Roosevelt va anomenar el lloc Val-Kill, de l'idioma holandès comú als colons europeus originals de la zona. Franklin va animar la seva dona a desenvolupar aquesta propietat com un lloc on pogués implementar algunes de les seves idees per treballar amb feines d'hivern per a treballadors rurals i dones. Cada any, quan Roosevelt feia un pícnic a Val-Kill per a nois delinqüents, la seva néta Eleanor Roosevelt Seagraves l'ajudava. Va estar a prop de la seva àvia durant tota la seva vida. Seagraves va concentrar la seva carrera com a educadora i bibliotecària a mantenir vives moltes de les causes que Roosevelt va iniciar i va donar suport.
El 1924, Eleanor va fer campanya pel demòcrata Alfred E. Smith en la seva exitosa candidatura a la reelecció com a governador de l'estat de Nova York contra el candidat republicà, el seu cosí germà Theodore Roosevelt Jr.  Theodore Jr. mai la va perdonar. La tia d'Eleanor, Anna Bamie Roosevelt Cowles, va trencar públicament amb ella després de les eleccions. Ella va escriure a la seva neboda: «Només odio que Eleanor es deixi veure com ho fa.aEncara que no era guapa, sempre va tenir per a mi un efecte encantador, per desgràcia! Des que la política s'ha convertit en el seu interès preferit, tot el seu encant ha desaparegut....»  Roosevelt va rebutjar les crítiques de Bamie referint-se a ella com una dona d'edat. No obstant això, Bamie i Roosevelt finalment es van reconciliar.
La filla gran de Theodore, Alice, també va trencar amb Roosevelt per la seva campanya. L'Alice i la seva cosina es van reconciliar després que aquesta escrivia una carta reconfortant a Alice sobre la mort de la filla d'Alice, Paulina Longworth.
Roosevelt i la seva filla Anna es van separar després que ella es va fer càrrec d'algunes de les tasques socials de la seva mare a la Casa Blanca. La relació va ser encara més tensa perquè Roosevelt volia desesperadament anar amb el seu marit a Ialta el febrer de 1945 (dos mesos abans de la mort de FDR), però va agafar Anna. Uns anys més tard, els dos van poder reconciliar-se i cooperar en nombrosos projectes. L'Anna va tenir cura de la seva mare quan estava malalta en fase terminal el 1962.
El fill de Roosevelt, Elliott, va ser autor de nombrosos llibres, inclosa una sèrie de misteri en què la seva mare era la detectiva. Tanmateix, aquests misteris d'assassinat van ser investigats i escrits per William Harrington. Van continuar fins a la mort d'Harrington l'any 2000, deu anys després de la mort d'Elliott. Amb James Brough, Elliott també va escriure un llibre molt personal sobre els seus pares anomenat The Roosevelts of Hyde Park: An Untold Story, en el qual va revelar detalls sobre la vida sexual dels seus pares, incloses les relacions del seu pare amb l'amant Lucy Mercer i la secretària Marguerite (Missy) LeHand, així com detalls gràfics sobre la malaltia que va paralitzar el seu pare. Publicada el 1973, la biografia també conté informació valuosa sobre la candidatura de FDR a vicepresident, el seu ascens a la governació de Nova York i la seva presa de la presidència el 1932, especialment amb l'ajuda de Louis Howe. Quan Elliott va publicar aquest llibre el 1973, Franklin Delano Roosevelt Jr. va liderar la denúncia de la família contra ell; el llibre va ser ferotgement repudiat per tots els germans d'Elliott. Un altre dels germans, James, va publicar My Parents, a Different View (amb Bill Libby, 1976), que va ser escrit en part com a resposta al llibre d'Elliott. Una seqüela d'An Untold Story with James Brough, publicada el 1975 i titulada A Rendezvous With Destiny, va portar la saga Roosevelt al final de la Segona Guerra Mundial. Mother R: Eleanor Roosevelt's Untold Story, també amb Brough, es va publicar el 1977. Eleanor Roosevelt, amb Love: A Centenary Remembrance, va sortir el 1984.

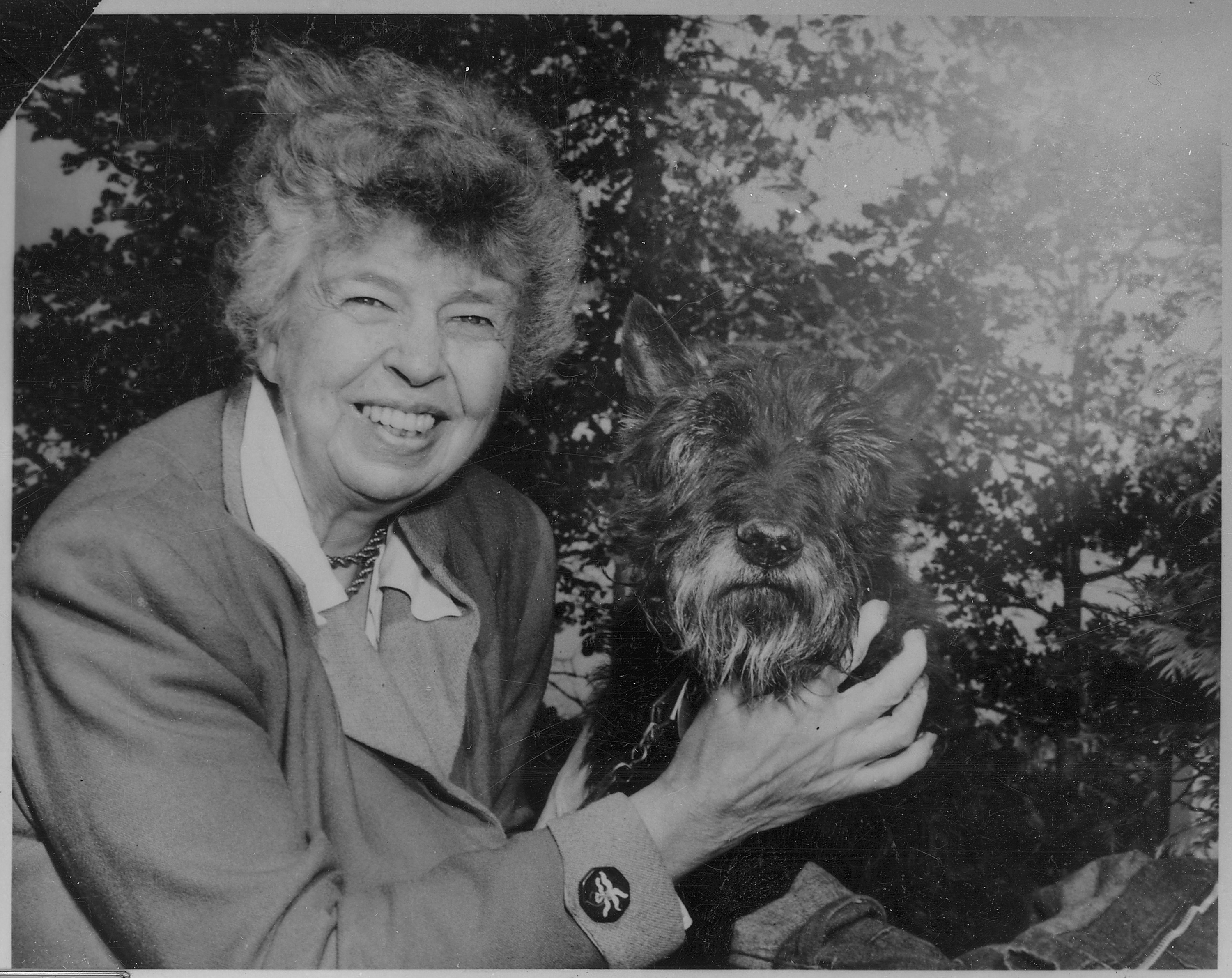
Roosevelt amb el seu gos Fala el 1951

Eleanor tenia una estreta relació amb la seva tia, Maude Livingston Hall. La germana petita de la mare d'Eleanor, Maude era només sis anys més gran que Eleanor i els dos van créixer junts a casa de la mare de Maude, l'àvia d'Eleanor. La seva relació s'assemblava més a germanes que a tietes i nebodes. Després que Maude es divorciés del seu primer marit, el campió de polo Lawrence Waterbury, el 1912, es va casar amb el dramaturg i novel·lista David Gray el 1914 en una petita cerimònia a la qual només van assistir Eleanor i l'advocat de la família Roosevelt, John M. Hackett. La parella va mantenir una estreta relació amb Eleanor i FDR, i Eleanor va ser fonamental per defensar amb èxit el nomenament de David Gray com a ministre dels Estats Units a Irlanda; càrrec que va ocupar durant la Segona Guerra Mundial de 1940 a 1947.
La dècada del 1930, Roosevelt va tenir una relació molt estreta amb l'aviadora Amelia Earhart (1897–1937). Una vegada, els dos van sortir de la Casa Blanca i van anar a una festa vestits per a l'ocasió. Després de volar amb Earhart, Roosevelt va obtenir un permís d'estudiant, però no va seguir els seus plans per aprendre a volar. Franklin no estava a favor que la seva dona es convertís en pilot. No obstant això, les dues dones es van comunicar amb freqüència al llarg de la seva vida.
Roosevelt també va tenir una estreta relació amb la periodista de l'Associated Press (AP) Lorena Hickok (1893–1968), que la va cobrir durant els últims mesos de la campanya presidencial i es va enamorar bojament d'ella. Durant aquest període, Roosevelt va escriure cartes diàries de 10 a 15 pàgines a Hick, que àestava planejant escriure una biografia de la Primera Dama. Les cartes incloïen afectes com: «Vull posar els meus braços al teu voltant i besar-te a la cantonada de la boca» i «No et puc fer un petó, així que beso la teva 'foto' de bona nit i bon dia!» En la inauguració de Franklin el 1933, Roosevelt va portar un anell de safir que Hickok li havia donat. El director de l'FBI, J. Edgar Hoover, va menysprear el liberalisme de Roosevelt, la seva posició respecte als drets civils i les crítiques a les tàctiques de vigilància de Hoover tant per part d'ella com del seu marit, de manera que Hoover va mantenir un gran arxiu sobre Roosevelt, que els cineastes de la pel·lícula biogràfica J. Edgar (2011) indiquen que incloïa proves comprometedores d'aquesta relació, amb la qual Hoover pretenia fer xantatge a Roosevelt. Compromesa com a periodista, Hickok aviat va renunciar al seu càrrec a l'AP per estar més a prop de Roosevelt, que li va assegurar una feina com a investigadora d'un programa New Deal.
Hi ha un debat considerable sobre si Roosevelt va tenir o no una relació sexual amb Hickok. Al cos de premsa de la Casa Blanca en aquell moment se sabia que Hickok era lesbiana. Els estudiosos, incloent Lillian Faderman i Hazel Rowley,  han afirmat que hi havia un component físic a la relació, mentre que la biògrafa de Hickok Doris Faber ha argumentat que les frases insinuatives han enganyat als historiadors. Doris Kearns Goodwin va declarar en el seu relat guanyador del premi Pulitzer de 1994 sobre els Roosevelt que «si Hick i Eleanor van anar més enllà dels petons i les abraçades » no es podia determinar amb certesa. Roosevelt era molt amiga de diverses parelles de lesbianes, com Nancy Cook i Marion Dickerman, i Esther Lape i Elizabeth Fisher Read, la qual cosa va suggerir que entenia el lesbianisme; Marie Souvestre, la mestra de la infància de Roosevelt i una gran influència en el seu pensament posterior, també era lesbiana. Faber va publicar una part de la correspondència de Roosevelt i Hickok l'any 1980, però va concloure que el fraseig d'amor era simplement un enamorament d'escolars inusualment tardà i va advertir als historiadors que no es deixin enganyar.  La investigadora Leila J. Rupp va criticar l'argument de Faber, qualificant el seu llibre d'un cas d'estudi sobre l'homofòbia i argumentant que Faber va presentar sense voler-ho pàgina rere pàgina d'evidències que delimiten el creixement i desenvolupament d'una història d'amor entre les dues dones. El 1992, la biògrafa de Roosevelt Blanche Wiesen Cook va argumentar que la relació era de fet romàntica, generant atenció nacional. Un assaig de 2011 de Russell Baker que revisa dues noves biografies de Roosevelt a la New York Review of Books (Franklin and Eleanor: An Extraordinary Marriage, de Hazel Rowley, i Eleanor Roosevelt: Transformative First Lady, de Maurine H. Beasley) deia: «Que la relació de Hickok era realment eròtica ara sembla indiscutible tenint en compte el que se sap de les cartes que van intercanviar».
Els mateixos anys, les xafarderies de Washington van vincular Roosevelt sentimentalment amb l'administrador del New Deal Harry Hopkins, amb qui va treballar estretament. Roosevelt també va tenir una estreta relació amb el sergent de la policia de l'estat de Nova York Earl Miller, que va ser assignat pel president per ser el seu guardaespatlles.  Roosevelt tenia 44 anys quan va conèixer Miller, de 32, el 1929. Es va convertir en el seu amic i també en la seva escorta oficial, ensenyant-li diferents esports, com el busseig i l'equitació, i la va entrenar al tennis. La biògrafa Blanche Wiesen Cook escriu que Miller va ser la primera implicació romàntica de Roosevelt. Hazel Rowley conclou: «No hi ha dubte que Eleanor va estar enamorada d'Earl durant un temps... Però és molt poc probable que hagin tingut un afer»
L'amistat de Roosevelt amb Miller es va produir al mateix temps que el seu marit tenia una relació amb la seva secretària, Marguerite Missy LeHand. Smith escriu: «Notablement, tant ER com Franklin van reconèixer, acceptar i encoratjar l'arranjament... Eleanor i Franklin eren persones de voluntat forta que es preocupaven molt per la felicitat de l'altre, però es van adonar de la seva pròpia incapacitat per proporcionar-la». Es diu que la relació de Roosevelt i Miller va continuar fins a la seva mort el 1962. Es creu que es corresponien diàriament, però totes les cartes s'han perdut. Segons el rumor, les cartes van ser comprades i destruïdes de manera anònima quan ella va morir.
Roosevelt va ser un amic de llarga durada de Carrie Chapman Catt i li va donar el premi Chi Omega a la Casa Blanca el 1941.

## Antisemitisme
Eleanor Roosevelt en privat va mostrar una repulsió contra els jueus rics el 1918, dient a la seva sogra que «el partit jueu [era] espantós... No m'agradaria sentir mai més esmentar diners o joies». Quan es va convertir en copropietària de l'escola Todhunter a la ciutat de Nova York, un nombre limitat de jueus van ser admesos. La majoria dels estudiants eren protestants de classe alta, i Roosevelt va dir que l'esperit de l'escola «seria diferent si tinguéssim una proporció massa gran de nens jueus». Va dir que el problema no és només la quantitat sinó la qualitat, ja que els jueus eren molt diferents a nosaltres i encara no s'havien convertit en prou americans. El seu antisemitisme va anar disminuint gradualment, sobretot a mesura que la seva amistat amb Bernard Baruch va créixer. Després de la Segona Guerra Mundial es va convertir en una ferma defensora d'Israel, que admirava pel seu compromís amb els valors del New Deal.

## Declaració Universal dels Drets Humans
L'any 1946 va ser nomenada delegada davant l'Assemblea General de les Nacions Unides pel president dels Estats Units Harry Truman. Va ser elegida primera presidenta de la Comissió de Drets Humans i va exercir un paper fonamental en la redacció de la Declaració Universal de Drets Humans. Era un moment de creixents tensions a causa de la guerra freda, i els conservadors dels Estats Units es temien que una declaració sobre drets humans que sortís de les Nacions Unides podria dur el socialisme al seu país. Per altra banda, els representants del bloc soviètic al·legaven que les «democràcies» occidentals respectaven els drets civils i polítics només de paraula, com demostrava la segregació racial en els Estats Units. Eleanor Roosevelt va utilitzar el seu prestigi i credibilitat amb les dues superpotències per a encaminar el procés de redacció cap a una conclusió satisfactòria. El 1968, se li va concedir de manera pòstuma el Premi de les Nacions Unides a l'Esfera dels Drets Humans.
Va ser signatària de la Carta oberta a les dones del món.